# Hoogovenstoernooi 1970
Het Hoogovenstoernooi 1970 was een schaaktoernooi dat plaatsvond in het Nederlandse Wijk aan Zee. Het werd gewonnen door Mark Tajmanov.

## Eindstand
| Nr.    | Speler              | Punten |
| ------ | ------------------- | ------ |
| Goud   | Mark Tajmanov       | 12     |
| Zilver | Vlastimil Hort      | 10½    |
| Brons  | Borislav Ivkov      | 10     |
| 4      | Lubomir Kavalek     | 9½     |
| 5      | Bojan Kurajica      | 9      |
| 6      | Johannes Donner     | 8      |
| 6      | Pál Benkő           | 8      |
| 8      | Heikki Westerinen   | 7½     |
| 8      | Miroslav Filip      | 7½     |
| 8      | Frans Kuijpers      | 7½     |
| 11     | Milko Bobotsov      | 6      |
| 12     | Kick Langeweg       | 5½     |
| 12     | Igor Platonov       | 5½     |
| 14     | Hans Ree            | 4½     |
| 14     | Dragoljub Janošević | 4½     |
| 14     | Nicolaas Cortlever  | 4½     |